# 浜田寅蔵
浜田 寅蔵（はまだ とらぞう、1906年8月 - 1952年6月11日）は、日本の政治家。参議院議員（1期）。

## 経歴
福岡県出身。福岡県炭鉱労働組合協議会議長、九州石炭復興会議副議長などを経て、1947年の第1回参議院議員通常選挙において福岡県地方区から日本社会党公認で立候補して当選。間もなく社会党を離党した。参議院議員を3年だけ1期務めた。1952年死去。